# Meranoplus carinatus
Meranoplus carinatus é uma espécie de formiga do gênero Meranoplus, pertencente à subfamília Myrmicinae.